# Ankylopteryx collarti
Ankylopteryx collarti är en insektsart som beskrevs av Navás 1925. Ankylopteryx collarti ingår i släktet Ankylopteryx och familjen guldögonsländor. Inga underarter finns listade i Catalogue of Life.